# Emanuil Popdimitrov
Emanuil Popdimitrov Popzahariev est un poète, philosophe, critique littéraire, écrivain et personnage public bulgare.
Étudiant en philosophie (depuis 1906), il est expulsé de l'Université de Sofia pour avoir participé aux huées du tsar Ferdinand Ier à l'ouverture du Théâtre national le 3 janvier 1907.
Il s'est inscrit en littérature à l'Université de Montpellier (1907) et a obtenu son diplôme en philosophie et littérature à l'Université de Fribourg, en Suisse (1912).
Après la Première Guerre mondiale, il s'installe à Kyustendil (jusqu'en 1923), enseignant le français au Lycée Kyustendil et la philosophie à l'Université de Sofia. À partir de 1923, il est professeur agrégé (1923 - 1943) au département de littérature comparée de l'Université de Sofia.
Emanuil Popdimitrov, en tant que Bulgare, né et élevé dans la banlieue ouest, est actif dans la défense des droits des Bulgares dans le Royaume des Serbes, Croates et Slovènes.
Rédacteur en chef des journaux «Terres de l'Ouest» et «Western Echo» et militant pour les Bulgares de Serbie, organisé en 68 sociétés fraternelles de plus de 3 000 membres. Partisan de la révision du traité de Neuilly. Lors du Ve Congrès des Minorités, organisé par la Société des Nations à Genève en mai 1929, malgré l'opposition de la délégation yougoslave à ne pas laisser entrer un représentant bulgare dans la salle, Emanuil Popdimitrov réussit à lutter pour le droit au vote consultatif, introduisant les participants à la situation des Bulgares de la Banlieue ouest. Emanuil Popdimitrov a prononcé un discours sur le thème de sa patrie et, avec le soutien des délégations russe, hongroise, juive et catalanes espagnole, a réussi à obtenir un succès significatif – le Congrès a effectivement reconnu l'existence d'une minorité bulgare en Yougoslavie, acceptant le Comité suprême pour les réfugiés et Emanuil Popdimitrov en tant que président des représentants de la minorité bulgare en Yougoslavie (ce que la Yougoslavie et sa diplomatie refusent obstinément de reconnaître). Grâce aux qualités personnelles et aux mérites d'Emanuil Popdimitrov, le Comité suprême pour les réfugiés est devenu un sujet de droit international. Le lendemain au congrès de Genève, Emanuil Popdimitrov a prononcé un discours sur la banlieue ouest et devant le congrès parallèle en cours des journalistes des minorités européennes. Le succès international d'Emanuil Popdimitrov et de l'organisation qu'il dirigeait incita le ministre des Affaires étrangères de Bulgarie, Atanas Bourov, à soulever la question de la minorité bulgare en Yougoslavie devant la Société des Nations le 11 septembre 1929.
Sous la direction d'Emanuil Popdimitrov au Comité suprême des réfugiés a été créé l'Institut scientifique «Périphériques occidentaux», comprenant 44 noms célèbres de la science et de l'art bulgares, tels que Stilian Chilingirov, Tihomir Pavlov, Prof. Anastas Ichirkov, Prof. Jordan Ivanov, Prof. Stefan Mladenov, Prof. Georgi Guénov, Aleksandʺr Teodorov Balan et autres et membres de l'Union des scientifiques, écrivains et artistes bulgares.
Emanuil Popdimitrov est l'auteur de nombreuses œuvres poétiques et en prose. Polyglotte, parlant couramment plus de 10 langues, il est également traducteur de nombreux ouvrages en bulgare. La bibliothèque régionale de Kyustendil porte son nom.